# Ponto-chō
Ponto-chō (先斗町) est un quartier de la ville de Kyōto au Japon qui est connu pour abriter des geishas (hanamachi). L'architecture japonaise traditionnelle est particulièrement bien représentée et préservée dans ce quartier.
Le nom Ponto-chō viendrait probablement du mélange entre le mot anglais point (qui signifie point) ou du mot portugais ponto (qui signifie point aussi) et du japonais chō qui signifie quartier.
On trouve des geishas en ce lieu depuis le début du XVIe siècle. Ponto-chō abritait aussi de nombreuses prostituées.
C'est à Ponto-chō que Liza Dalby a fait son apprentissage pour devenir geisha.